# Ленофиллюм
Ленофиллюм (лат. Lenophyllum) — род многолетних суккулентных растений семейства Толстянковые (Crassulaceae), произрастающий на территории штата Техас (США) и Северо-Востока Мексики.

## Название
Род Lenophyllum получил своё латинское название от др.-греч. lenos — корыто и др.-греч. φύλλον, phúllon — лист в связи с особенной выпуклой формой листьев, которая является характерной чертой этого рода и делает его легко узнаваемым.

## Ботаническое описание
Растения данного рода являются многолетними. Они обладают прямостоячими стеблями, которые могут достигать высоты от 10 до 70 см. Стебли ветвятся у основания. Листья опадающие и располагаются как в прикорневых розетках, так и на стебле. Листья являются опадающими и располагаются как в прикорневых розетках, так и на стебле. Они преимущественно имеют одинаковую форму, но по мере приближения к верхушке они постепенно уменьшаются в размере. Форма пластинки листа может быть эллиптической, яйцевидно-ланцетной или обратноланцетной. Листья обладают плосковыпуклой структурой и имеют длину от 1 до 2,5 см. Они также являются мясистыми и обладают цельнокрайними краями.
Соцветия этих растений располагаются в верхней части и имеют форму кистей или узких тирсов. Обычно они состоят из двух и более соцветий в узле, но иногда могут быть и одиночными. Цветки сидячие и прямостоячие. Чашелистики выражены ярко и практически равны по размеру; лепестки прямостоячие с загнутыми наружу кончиками, которые обычно имеют желтовато-коричневый или тускло-желтый оттенок, часто дополняемый красными отметинами. Число тычинок составляет 10. Пестики прямостоячие. Плоды этих растений также прямостоячие. Внутри плода находятся эллипсовидные семена, которые обладают мелкой бороздчатой поверхностью.

## Таксономия
Lenophyllum Rose, первое упоминание в Smithsonian Misc. Collect. 47: 159 (1904).

### Виды
Подтвержденные виды по данным сайта Plants of the World Online на 2023 год:
- Lenophyllum acutifolium Rose
- Lenophyllum guttatum (Rose) Rose
- Lenophyllum latum Moran
- Lenophyllum obtusum Moran
- Lenophyllum reflexum S.S.White — Ленофиллюм отогнутый
- Lenophyllum texanum (Donn.Sm.) Rose
- Lenophyllum weinbergii Britton

## Примечание
1. ↑  Lenophyllum Rose | Plants of the World Online | Kew Science (англ.). Plants of the World Online. Дата обращения: 21 октября 2022. Архивировано 22 октября 2022 года.
2. ↑  lenos - WordSense Dictionary (англ.). www.wordsense.eu. Дата обращения: 14 мая 2023.
3. ↑  phyllon (англ.) // Wiktionary. — 2022-12-26. Архивировано 25 марта 2023 года.
4. ↑  Lenophyllum in Flora of North America @ efloras.org. www.efloras.org. Дата обращения: 22 октября 2022. Архивировано 22 октября 2022 года.
5. 1 2  Lenophyllum Rose. www.worldfloraonline.org. Дата обращения: 22 октября 2022. Архивировано 22 октября 2022 года.
6. 1 2  Lenophyllum Rose | Plants of the World Online | Kew Science (англ.). Plants of the World Online. Дата обращения: 4 октября 2022. Архивировано 8 октября 2022 года.